# Ravel Morrison
Ravel Morrison, född 2 februari 1993 i Manchester, är en engelsk-jamaicansk fotbollsspelare (mittfältare) som spelar för emiratiska Precision. Han representerar även Jamaicas landslag.

## Klubbkarriär
Morrison rekryterades till Manchester Uniteds reservlag/akademi 2009 och gjorde sin professionella debut i laget 2010. I en intervju så sa Rio Ferdinand att Ravel var den mest talangfulle spelaren han någonsin sett spela, det sägs att spelare som Paul Pogba såg upp till Ravel. Han tränade även med Manchester Uniteds A-lag vid 16 års ålder.
Den 31 januari 2012 skrev Morrison på för West Ham United.
I februari 2019 värvades Morrison av Östersunds FK, där han skrev på ett halvårskontrakt.
Morrisons kontrakt med Östersund gick ut i juni 2019, och de valde att inte förnya kontraktet på grund av frekventa skador. Den 16 juli 2019 skrev Morrison på ett ettårskontrakt med Sheffield United. Den 31 januari 2020 lånades Morrison ut till Middlesbrough på ett låneavtal över resten av säsongen 2019/2020.
Den 21 september 2020 värvades Morrison av nederländska ADO Den Haag. Den 7 augusti 2021 värvades Morrison av Derby County, där han skrev på ett ettårskontrakt.
Den 21 juli 2022 värvades Morrison på fri transfer av DC United. I september 2024 gick han till Precision i emiratiska tredjedivisionen.

## Landslagskarriär
Morrison debuterade för Jamaicas landslag den 14 november 2020 i en 3–0-förlust mot Saudiarabien, där han blev inbytt i halvlek mot Jahshaun Anglin.